# JavaServer Pages
JavaServer Pages (JSP、もしくは英: Jakarta Server Pages) は、HTML内にJavaのコードを埋め込んでおき、Webサーバで動的にWebページを生成してクライアントに返す技術のこと。

## 概要

MVCアーキテクチャにおけるJSP, Java Servlet, JavaBeansの位置づけ

Javaのコードは、<%と%>記号で囲まれた部分に書かれる。HTMLの中にスクリプトが断片的に見えるため、この記法をスクリプトレット (英: scriptlet) と呼ぶ。これよりプログラムコードをタグに見立てることができるため、プログラムとデザインの棲み分けができる。定義されたカスタムタグライブラリを使用すればスクリプトレットを使わずに独自のタグでコードを埋め込むことができる。
サーブレットの機能のひとつとして実装されている。
サーブレットと違い、HTMLの中でデザイン部分とプログラム部分を分けて書くためにある程度までウェブデザイナの負担を減らすこともできる。また、静的な出力が多い場合に適している。類似技術としてPHP、ASP、ASP.NETなどがある。
クライアントからのJSPの実行がリクエストされると、アプリケーションサーバのサーブレットコンテナはJSPソースファイルをサーブレットのソースコードに変換する。そしてさらにそのソースコードをその場でコンパイルして実行し、結果をクライアントに返信する。このため、最初はコンパイルの時間がかかるが、いちどコンパイルが実行されると2回目以降は必要なくなるため、結果としてアクセス速度が早くなる。
カスタムタグライブラリとしては、Javaの標準仕様の一部として定義されたJSTLや、Apache Strutsのようなフレームワークが独自に定義したものがあり、こうしたタグを使用することでより可読性を高めることができる。JSP2.0では、従来のタグハンドラクラスを作成しなくてもカスタムタグライブラリを作成できるタグファイルの仕組みが導入された。タグファイルは、JSPの文法で作成されるファイルで拡張子は .tagとなる。
Model View Controllerアーキテクチャでは、JSPをView、Java ServletをController、JavaBeansをModelとして用いることが想定されている。

## 構文

### タグ
HTMLの中に以下の特殊タグを記述することができる。
| 名称             | タグ                  | 説明                                               |
| ---------------- | --------------------- | -------------------------------------------------- |
| ディレクティブ   | <%@ ディレクティブ %> | このJSPファイルの処理時の属性をWebコンテナに伝える |
| 宣言             | <%! 宣言 %>           | JSPで使用する変数やメソッドを宣言する              |
| スクリプトレット | <% Javaコード %>      | タグ内にJavaのコードを自由に記述する               |
| 式               | <%= 式 %>             | 式の評価結果をHTMLの中に出力する                   |
| アクション       | <jsp:アクション名>    | JSPでよく行う処理をタグで簡潔に記述する            |
| コメント         | <%-- コメント --%>    | JSPとしてのコメントを記述する                      |

### ディレクティブ
ディレクティブの種類としては、以下のものがある。
| 名称    | 説明 | 例                                                                                  |
| ------- | --- | ----------------------------------------------------------------------------------- |
| page    | JSPファイルのエンコーディングやJSPプログラムのコーディングに必要なimport文、セッション管理を行う | <%@ page contentType="text/html; charset=Windows-31J" pageEncoding="Windows-31J" %> |
| include | テキストファイルやその他のJSPファイルをインクルードする。インクルードは、JSPからServletに変換される時に行われる。ファイルの拡張子としてJSPを使用せずに他の拡張子を使用する。一般的には、「.jspf」(JSP Fragment)が使用される。 | <%@ include file="header.jspf" %>                                                   |
| taglib  | カスタムタグを使用できるようにするための設定を行う | <%@ taglib uri="http://www.sample.com/tags/test" prefix="tst" %>                    |

### アクション
アクションの種類としては、以下のものがある。
jsp:include
jsp:param
jsp:forward
jsp:plugin
jsp:fallback
jsp:getProperty
jsp:setProperty
jsp:useBean
JSP2.0では、以下のものが追加になった。
jsp:attribute
jsp:body
jsp:doBody
jsp:invoke
jsp:element

### 暗黙オブジェクト
Javaのコード中で以下の変数があらかじめ利用できる状態（暗黙オブジェクトとして）で用意されている。
| 変数名      | 説明                                                           |
| ----------- | -------------------------------------------------------------- |
| out         | javax.servlet.jsp.JspWriterクラスのオブジェクト変数            |
| request     | javax.servlet.http.HttpServletRequestクラスのオブジェクト変数  |
| response    | javax.servlet.http.HttpServletResponseクラスのオブジェクト変数 |
| pageContext | javax.servlet.jsp.PageContextクラスのオブジェクト変数          |
| session     | javax.servlet.http.HttpSessionクラスのオブジェクト変数         |
| application | javax.servlet.ServletContextクラスのオブジェクト変数           |
| config      | javax.servlet.ServletConfigクラスのオブジェクト変数            |
| page        | javax.servlet.jsp.HttpJspPageクラスのオブジェクト変数          |
| exception   | java.lang.Throwableクラスのオブジェクト変数                    |

## JSTL
JSTL（JavaServer Pages Standard Tag Library、JSP標準タグライブラリ）は、JSPでよく用いられる標準的な機能を定義したカスタムタグライブラリである。2001年に定義されたJ2EE 1.3において標準仕様の一つとして導入された。
JSTLでは、変数の操作やif文といった標準的な機能を提供するコアライブラリに加え、XMLや国際化、SQLのライブラリ、さらに文字列操作といった関数をまとめたライブラリが提供されている。

## EL式
EL式（Expression Language、式言語）は、JSP 2.0で導入された新たな構文で、従来のスクリプトレットに代わってより可読性に優れたJSPファイルを記述できるようにしたもの。EL式はJSPをベースにしたWebアプリケーションフレームワークであるJSFにおいても独自に定義されていたが、後のJSP 2.1, JSF 1.2において一つの仕様に統合され（Unified EL、統合式言語）、さらに2013年のEL 3.0ではJSPから独立したJava EE 7の仕様の一つとなっている。
Expression Languageは、${}で表現する。
```
${sessionScope.user.id}
```

Expression Languageでは、以下のような暗黙オブジェクトが利用できる。
| 変数名           | 説明                                                     |
| ---------------- | -------------------------------------------------------- |
| pageContext      | javax.servlet.jsp.PageContextクラスのオブジェクト変数    |
| pageScope        | pageスコープからオブジェクトを取得                       |
| requestScope     | requestスコープからオブジェクトを取得                    |
| sessionScope     | sessionスコープからオブジェクトを取得                    |
| applicationScope | applicationスコープからオブジェクトを取得                |
| param            | リクエストパラメータを格納するMapオブジェクト            |
| paramValues      | 複数の値を持つリクエストパラメータを格納するString型配列 |
| header           | リクエストヘッダーと値を格納するMapオブジェクト          |
| headerValues     | 複数の値を持つリクエストヘッダーを格納するString型配列   |
| cookie           | クッキーを格納するMapオブジェクト                        |
| initParam        | コンテクスト初期化パラメータを格納するMapオブジェクト    |

## 歴史
| バージョン                    | JSR | リリース日     |
| ----------------------------- | --- | -------------- |
| 1.0                           |     | 1999年6月2日   |
| 1.1                           |     | 1999年12月17日 |
| 1.2                           | 53  | 2001年9月25日  |
| 2.0                           | 152 | 2003年11月24日 |
| 2.1                           | 245 | 2006年5月11日  |
| 2.2(2.1 Maintenance Release)  | 245 | 2009年12月10日 |
| 2.3(2.1 Maintenance Release2) | 245 | 2013年6月12日  |

## 批判
「Murach's Java Servlets and JSP」という本は、JSPにJavaコードを埋め込むことは一般的にはやり方だと述べる。より良い手法は、JSPに埋め込まれたバックエンドのロジックをServlet内のJavaコードに移行することである。この場合、Servletは処理を担当し、JSPはHTMLの表示を担当します。これにより、コードを明確な分離ができる。
2000年に、"Java Servlet Programming"の著者であるJason Hunterは、JSPに関するいくつかの「問題点」を述べた。彼はJSPは「Javaプラットフォームにとって最適な解決策ではないかもしれない」と述べる。

### 引用著作
- Murach, Joel; Urban, Michael (2014) (英語). Murach's Java Servlets and JSP. Mike Murach & Associates. ISBN 978-1-890774-78-3